# Piotr Wiśnicki
Piotrek Wiśnicki (Warschau, 20 augustus 2003) is een Pools autocoureur.

## Carrière

### Karting
Wiśnicki begon zijn autosportcarrière in het karting in 2014 op elfjarige leeftijd. Dat jaar werd hij tweede in de Mini Max-categorie van de Centraal-Oost-Europese Rotax Max Challenge. In 2016 eindigde hij op plaats 21 in de CIK-FIA Karting Academy Trophy. Tussen 2015 en 2019 reed hij in meerdere categorieën van de Rotax Max Challenge, maar behaalde hierin geen titels.

### Formule 4
In 2020 stapte Wiśnicki over naar het formuleracing en debuteerde hij in het Italiaans Formule 4-kampioenschap, waarin hij voor het team Jenzer Motorsport reed. Het duurde lang voordat hij tot scoren kwam, maar in het vijfde weekend op het Autodromo Nazionale Monza kende hij zijn meest succesvolle weekend met een achtste en een zesde plaats. Dit was echter zijn laatste weekend van het seizoen, dat hij vanwege geldproblemen niet af kon maken. Met 12 punten werd hij negentiende in het klassement.
In 2021 bleef Wiśnicki actief in de Italiaanse Formule 4 bij Jenzer. Hij eindigde viermaal in de top 10, met een zevende plaats op het Circuit Mugello als hoogtepunt. Met 15 punten zakte hij wel naar plaats 23 in de eindstand.

### Formula Regional
In 2022 maakte Wiśnicki de overstap naar het Formula Regional European Championship, waarin hij uitkwam voor het team KIC Motorsport. Hij moest het tweede weekend op het Autodromo Internazionale Enzo e Dino Ferrari missen vanwege verplichtingen op school. Hij kende een moeilijk seizoen, waarin hij niet verder kwam dan een 21e plaats in het openingsweekend op Monza en waarin hij zich op het Circuit de Monaco niet wist te kwalificeren voor een van de races. Hij eindigde puntloos op plaats 35 in het kampioenschap.

### Formule 3
In 2023 debuteerde Wiśnicki in het FIA Formule 3-kampioenschap bij het team PHM Racing by Charouz. Na vier raceweekenden, waarin een achttiende plaats op het Circuit de Monaco zijn beste resultaat was, werd hij vervangen door McKenzy Cresswell.
In 2024 keerde Wiśnicki terug in de FIA Formule 3, maar stapte hij over naar het team Rodin Motorsport. Hij behaalde zijn enige top 10-finish met een vijfde plaats in een natte hoofdrace op Silverstone. Met 10 punten eindigde hij op plaats 23 in het kampioenschap.